# IC 2566
IC 2566  ist eine linsenförmige Galaxie mit aktivem Galaxienkern vom Hubble-Typ S0 im Sternbild Kleiner Löwe am Nordsternhimmel. Sie ist schätzungsweise 346 Mio. Lichtjahre von der Milchstraße entfernt und hat einen Durchmesser von etwa 85.000 Lj.

Im selben Himmelsareal befinden sich u. a. die Galaxien IC 2564 und IC 2568.
Das Objekt wurde am 13. April 1896 von Stéphane Javelle entdeckt.